# Neobalacra paradoxa
Neobalacra paradoxa là một loài bướm đêm thuộc phân họ Arctiinae, họ Erebidae.